# 朵甘思
朵甘思（藏語：མདོ་ཁམས，威利转写：mdo khams，THL：dokham），又名朵甘、朵康、多康等，为中国古代一地区名。范围大致相当于今西藏自治区昌都地区、青海省玉树藏族自治州东部和四川省甘孜藏族自治州。
朵甘思的意思是汇合的区域，分为安多和康巴。

## 吐蕃王朝
吐蕃王朝7世纪开始对外扩张，其向东征服的地区被称为朵甘思，与卫藏四茹相区别。后来朵甘思北部被分出朵思麻，南部仍被称为朵甘思。

## 元朝
忽必烈曾经过此处南征大理。元中统和至元年间，该地区各部落相继投向元朝政府。至元十三年（1276年），设宁远府（府城在今四川乾宁北），至元十五年（1278年），又设李唐州（今四川理塘）。
元灭南宋之后，将原吐蕃之地划归宣政院管理，朵甘思属吐蕃等路宣慰使司都元帅府，又被称为朵甘思宣慰司。

## 明朝
明朝在当地置朵甘衛，後來升為朵甘衛都指挥使司、朵甘行都指挥使司。

## 延伸阅读
[在维基数据编辑]
 《明史卷三百三十一》，出自《明史》

## 参見
- 安多地区、康區
- 宣政院